# Placówka Straży Granicznej w Bielsku-Białej

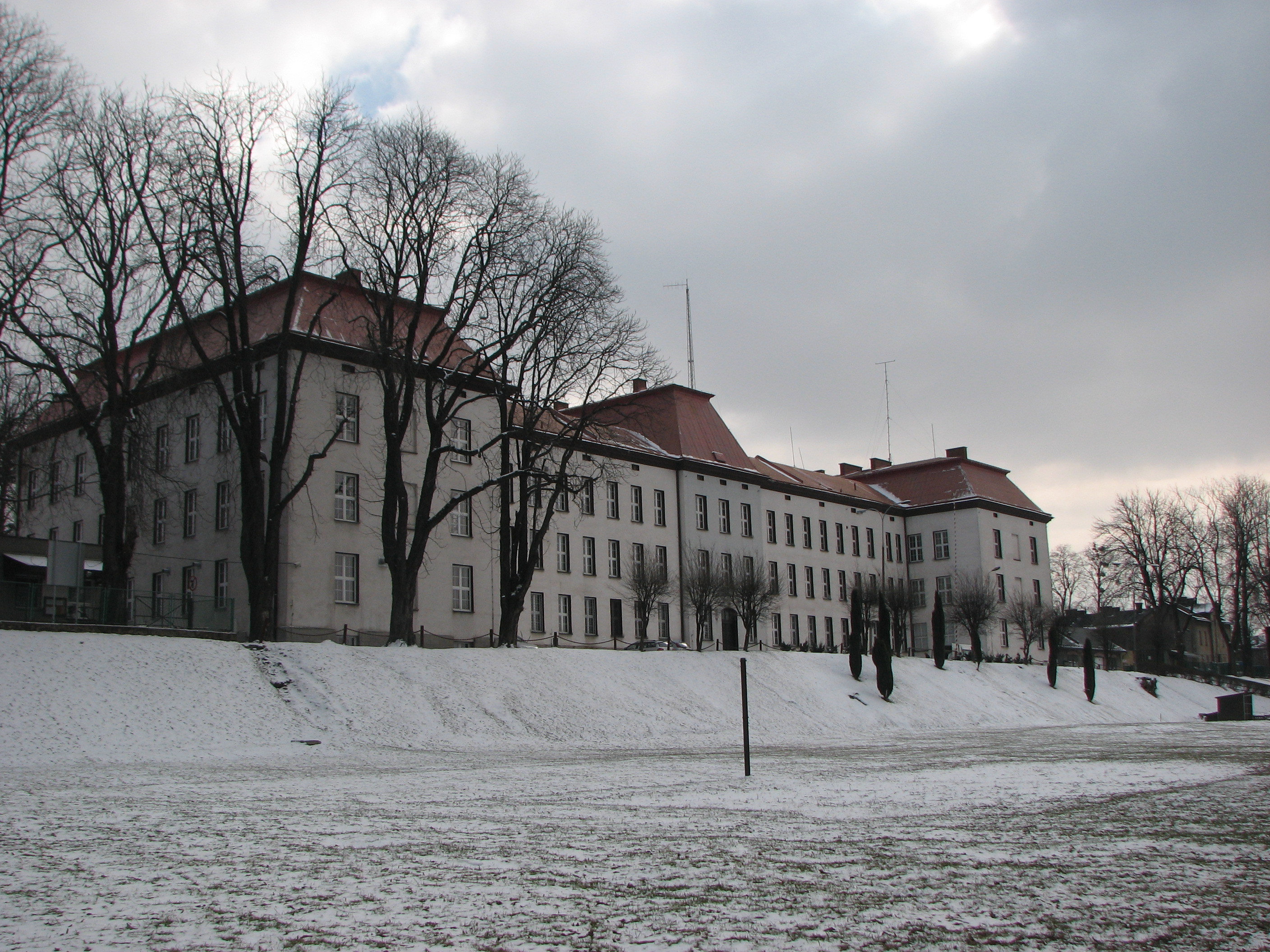
Cieszyn – tymczasowa siedziba Placówki SG w Bielsku-Białej w okresie 1 stycznia 2014 - 15 lutego 2015

Placówka Straży Granicznej w Bielsku-Białej imienia 3. Pułku Strzelców Podhalańskich – graniczna jednostka organizacyjna Straży Granicznej realizująca zadania w ochronie granicy państwowej z Republiką Czeską i Republiką Słowacką.

## Formowanie i zmiany organizacyjne
Placówka Straży Granicznej w Bielsku-Białej (PSG w Bielsku-Białej) powstała 1 stycznia 2014. Utworzona została w strukturach Śląsko-Małopolskiego Oddziału Straży Granicznej w Raciborzu, na bazie zlikwidowanych 31 grudnia 2013 placówek Straży Granicznej w Cieszynie i w Żywcu, znajdujących się bezpośrednio przy granicy państwowej, co było następstwem zmian w strukturze i działaniu oddziału Straży Granicznej po zniesieniu kontroli na granicach wewnętrznych Unii Europejskiej, związanych z przyłączeniem Polski do strefy Schengen. Do czasu przejęcia obiektów w Bielsku-Białej, jako tymczasowa siedziba wykorzystywany był obiekt po byłej PSG w Cieszynie. Po reorganizacji oddziałów Straży Granicznej 1 września 2016 PSG w Bielsku-Białej weszła w podporządkowanie Śląskiego Oddziału Straży Granicznej.

## Terytorialny zasięg działania
Stan z 1 lipca 2025
Od 1 lipca 2025 obszar działania Placówki Straży Granicznej w Bielsku-Białej obejmuje:
- Obszar strefy nadgranicznej obejmuje:
  - Od znaku granicznego nr III/90 do znaku granicznego I/148a.
  - Linia rozgraniczenia z:

1. Placówką Straży Granicznej w Zakopanem: włącznie znak graniczny nr III/90, dalej granicą gmin Zawoja i Jeleśnia, Zawoja i Koszarawa, Stryszawa i Koszarawa oraz Stryszawa i Jeleśnia[5].
2. Placówką Straży Granicznej w Rudzie Śląskiej: wyłączony znak graniczny I/148a, dalej granicą gmin Zebrzydowice i Jastrzębie-Zdrój, Pawłowice i Jastrzębie-Zdrój, Pawłowice i Żory.

- Poza strefą nadgraniczną obejmuje: z powiatu żywieckiego gminy: Łodygowice, Łękawica, Ślemień, Gilowice, Czernichów, Żywiec, z powiatu cieszyńskiego gmina Chybie, z powiatu bielskiego gminy: Buczkowice, Wilkowice, Porąbka, Kozy, Wilamowice, Bestwina, Czechowice-Dziedzice, Jasienica, Jaworze, z powiatu pszczyńskiego gminy: Suszec, Goczałkowice-Zdrój, Kobiór, Miedźna, Pszczyna, powiat bieruńsko-lędziński, Bielsko-Biała, Tychy.

Stan z 1 października 2023
Od 1 października 2023 do 30 czerwca 2025 obszar działania Placówki Straży Granicznej w Bielsku-Białej obejmował:
- Obszar strefy nadgranicznej obejmował: 
  - Od znaku granicznego nr III/90 do znaku granicznego I/148a.
  - Linia rozgraniczenia z:

1. Placówką Straży Granicznej w Zakopanem: włącznie znak graniczny nr III/90, dalej granicą gmin Zawoja i Jeleśnia, Zawoja i Koszarawa, Stryszawa i Koszarawa oraz Stryszawa i Jeleśnia[5].
2. Placówką Straży Granicznej w Rudzie Śląskiej: wyłączony znak graniczny I/148a, dalej granicą gmin Jastrzębie Zdrój i Godów, Jastrzębie Zdrój i Mszana, Jastrzębie Zdrój i Świerklany oraz Żory i Świerklany.

- Poza strefą nadgraniczną obejmował: z powiatu żywieckiego gminy: Łodygowice, Łękawica, Ślemień, Gilowice, Czernichów, Żywiec, z powiatu cieszyńskiego gmina Chybie, z powiatu bielskiego gminy: Buczkowice, Wilkowice, Porąbka, Kozy, Wilamowice, Bestwina, Czechowice-Dziedzice, Jasienica, Jaworze, z powiatu pszczyńskiego gminy: Suszec, Goczałkowice-Zdrój, Kobiór, Miedźna, Pszczyna, Bielsko Biała.

Stan z 1 września 2021
Od 1 września 2021 do 30 września 2023 obszar działania Placówki Straży Granicznej w Bielsku-Białej obejmował:
- Włącznie znak graniczny nr III/90, wyłącznie znak gran. nr I/148a.
- Linia rozgraniczenia z:

1. Placówką Straży Granicznej w Zakopanem: włącznie zn. gran. nr III/90, dalej granicą gmin Zawoja i Jeleśnia, Zawoja i Koszarawa, Stryszawa i Koszarawa oraz Stryszawa i Jeleśnia[5].
2. Placówką Straży Granicznej w Rudzie Śląskiej: wyłącznie zn. gran. nr I/148a, dalej granicą gmin Jastrzębie-Zdrój i Godów, Jastrzębie-Zdrój i Mszana, Jastrzębie-Zdrój i Świerklany oraz Żory i Świerklany.

- Poza strefą nadgraniczną obejmował: z powiatu żywieckiego gminy: Łodygowice, Łękawica, Ślemień, Gilowice, Czernichów, Żywiec, z powiatu cieszyńskiego gmina Chybie, z powiatu bielskiego gminy: Buczkowice, Wilkowice, Porąbka, Kozy, Wilamowice, Bestwina, Czechowice-Dziedzice, Jasienica, Jaworze, z powiatu pszczyńskiego gminy: Suszec, Goczałkowice-Zdrój, Kobiór, Miedźna, Pszczyna, Bielsko-Biała.

Od 12 stycznia 2018 zasięg terytorialny PSG w Bielsku-Białej był powiększony o powiat bieruńsko-lędziński i miasto Tychy.
Stan z 2 grudnia 2016
- Obszar działania PSG w Bielsku-Białej obejmował miasta: Bielsko-Biała, Jastrzębie-Zdrój, Żory i 4 powiaty: bielski, cieszyński, pszczyński, żywiecki
- Ochraniała odcinek wewnętrznej granicy Unii Europejskiej:
- Włącznie znak graniczny nr III/90, wyłącznie znak gran. nr I/148a.
- Poza strefą nadgraniczną obejmował: z powiatu żywieckiego gminy: Łodygowice, Łękawica, Ślemień, Gilowice, Czernichów, Żywiec, z powiatu cieszyńskiego gmina Chybie, z powiatu bielskiego gminy: Buczkowice, Wilkowice, Porąbka, Kozy, Wilamowice, Bestwina, Czechowice-Dziedzice, Jasienica, Jaworze, z powiatu pszczyńskiego gminy: Suszec, Goczałkowice-Zdrój, Kobiór, Miedźna, Pszczyna, Bielsko Biała.

Stan z 9 lutego 2015
Placówka SG w Bielsku-Białej ochraniała odcinek wewnętrznej granicy Unii Europejskiej
- Włącznie znak gran. nr III/90, wyłącznie znak gran. I/148a.
- Linia rozgraniczenia:

1. Z Placówką Straży Granicznej w Zakopanem: włącznie znak gran. nr III/90, dalej granicą gmin Zawoja i Jeleśnia, Zawoja i Koszarowa, Stryszawa i Koszarowa oraz Stryszawa i Jeleśnia[11].
2. Z Placówką Straży Granicznej w Rudzie Śląskiej: wyłącznie znak gran. nr I/148a, dalej granicą gmin Jastrzębie Zdrój i Godów, Jastrzębie Zdrój i Mszana, Jastrzębie Zdrój i Świerklany oraz Żory i Świerklany.

- Poza strefą nadgraniczną obejmował powiaty: wadowicki, oświęcimski, z powiatu żywieckiego gminy: Łodygowice, Łękawica, Ślemień, Gilowice, Czernichów, Żywiec, z powiatu cieszyńskiego gmina Chybie, z powiatu bielskiego gminy: Buczkowice, Wilkowice, Porąbka, Kozy, Wilamowice, Bestwina.

## Placówki sąsiednie
- Placówka SG w Zakopanem ⇔ Placówka SG w Rudzie Śląskiej – 09.02.2015.

## Komendanci placówki
- ppłk SG Jacek Klorczyk (.02.2015–10.06.2016)[12]
- ppłk SG Zenon Woźniak (11.06.2016[13]–30.04.2020)[a]
- mjr SG/ppłk SG Piotr Tomaszek (01.05.2020[14]–24.10.2022)[15]
- mjr SG/ppłk SG Paweł Zoń (25.10.2022[16]–obecnie).

## Nadanie imienia placówce
1 września 2020 w Bielsku-Białej odbyła się uroczystość z okazji nadania imienia 3. Pułku Strzelców Podhalańskich Placówce Straży Granicznej w Bielsku-Białej, podczas której obecni byli przedstawiciele władz samorządowych: zastępca prezydenta miasta Bielska-Białej, przewodniczącego rady miasta Bielska-Białej, burmistrzowie miast, starosta Powiatu Cieszyńskiego, a także wójtowie kilku gmin. W obchodach uczestniczył również Komendant Śląskiego Oddziału Straży Granicznej płk SG Adam Jopek oraz jego zastępca płk SG Marek Koch, a także funkcjonariusze Śląskiego Oddziału SG. Obecny był również poczet sztandarowy Śląskiego Oddziału Straży Granicznej oraz Związku Podhalan Oddziału Górali Żywieckich z siedzibą w Milówce. Ponadto dokonano odsłonięcia tablicy pamiątkowej z nowo nadanym imieniem placówki – 3. Pułku Strzelców Podhalańskich.